# Patinage artistique aux Jeux olympiques de 1936
Navigation
Lake Placid 1932 Saint-Moritz 1948
Les épreuves de patinage artistique aux Jeux olympiques d'hiver de 1936 se déroulent du 8 au 15 février 1936 à l'Olympia-Kunsteisstadion de Garmisch-Partenkirchen en Allemagne. 
Les compétitions regroupent dix-sept pays et quatre-vingt-quatre athlètes (quarante-et-un hommes et quarante-trois femmes). 
Trois épreuves sont disputées :
- Concours Messieurs (le 9 février pour les figures imposées et le 14 février pour le programme libre).
- Concours Dames (le 11 février pour les figures imposées et le 15 février pour le programme libre)
- Concours Couples (le 13 février)

Pour la première fois aux jeux olympiques, plus de vingt patineurs participent à la compétition individuelle masculine. 

## Participants
84 patineurs de 17 nations participent aux Jeux olympiques d'hiver de 1936 : 41 hommes et 43 femmes.
L'Estonie, l'Italie, la Lettonie et la Roumanie participent pour la première fois aux épreuves de patinage artistique des Jeux olympiques d'hiver.
| Pays            | Participants Hommes                                                              | Participantes Femmes                                                                                | Nombre d'hommes | Nombre de femmes | Nombre total |
| --------------- | -------------------------------------------------------------------------------- | --------------------------------------------------------------------------------------------------- | --------------- | ---------------- | ------------ |
| Allemagne       | Ernst Baier Günther Lorenz Otto Weiß                                             | Maxi Herber Victoria Lindpaintner Eva Prawitz                                                       | 3               | 3                | 6            |
| Autriche        | Felix Kaspar Leopold Linhart Hellmut May Erik Pausin Karl Schäfer Fritz Wächtler | Eleanore Bäumel Grete Lainer Ilse Pausin Emmy Putzinger Bianca Schenk Hedy Stenuf                   | 6               | 6                | 12           |
| Belgique        | Robert Verdun                                                                    | Louise Contamine Yvonne de Ligne Liselotte Landbeck                                                 | 1               | 3                | 4            |
| Canada          | Stewart Reburn Fraser Sweatman Montgomery Wilson                                 | Louise Bertram Audrey Garland Mary Littlejohn                                                       | 3               | 3                | 6            |
| Estonie         | Eduard Hiiop                                                                     | Helene Michelson                                                                                    | 1               | 1                | 2            |
| États-Unis      | George Hill Robin Lee James Lester Madden Erle Reiter                            | Grace Madden Audrey Peppe Maribel Vinson Estelle Weigel Louise Weigel                               | 4               | 5                | 9            |
| Finlande        | Marcus Nikkanen                                                                  | | 1               | 0                | 1            |
| Hongrie         | Dénes Pataky Attila Szekrényessy László Szollás Elemér Terták                    | Éva Botond Emília Rotter Piroska Szekrényessy                                                       | 4               | 3                | 7            |
| Italie          | Ercole Cattaneo                                                                  | Anna Cattaneo                                                                                       | 1               | 1                | 2            |
| Japon           | Tsugio Hasegawa Toshiichi Katayama Kazuyoshi Oimatsu Zenjiro Watanabe            | Etsuko Inada                                                                                        | 4               | 1                | 5            |
| Lettonie        | Verners Auls Eduards Gešels                                                      | Alise Dzeguze Hildegarde Švarce-Gešela                                                              | 2               | 2                | 4            |
| Norvège         | Christen Christensen                                                             | Randi Bakke Nanna Egedius Sonja Henie                                                               | 1               | 3                | 4            |
| Roumanie        | Alfred Eisenbeisser-Ferraru Roman Turuşanco                                      | Irina Timcic                                                                                        | 2               | 1                | 3            |
| Royaume-Uni     | Leslie Cliff Jack Dunn Graham Sharp Freddie Tomlins Ernest Yates Geoffrey Yates  | Gweneth Butler Violet Cliff Cecilia Colledge Belita Jepson-Turner Mollie Phillips Rosemarie Stewart | 6               | 6                | 12           |
| Suède           |                                                                                  | Vivi-Anne Hultén                                                                                    | 0               | 1                | 1            |
| Suisse          | Lucian Büeler                                                                    | Angela Anderes Hertha Frey-Dexler                                                                   | 1               | 2                | 3            |
| Tchécoslovaquie | Jaroslav Sadílek                                                                 | Věra Hrubá Fritzi Metznerová                                                                        | 1               | 2                | 3            |
| Total           | Total                                                                            | Total                                                                                               | 41              | 43               | 84           |

## Podiums
| Épreuves                      | Or                        | Argent                    | Bronze                         |
| ----------------------------- | ------------------------- | ------------------------- | ------------------------------ |
| Messieurs résultats détaillés | Karl Schäfer              | Ernst Baier               | Felix Kaspar                   |
| Dames résultats détaillés     | Sonja Henie               | Cecilia Colledge          | Vivi-Anne Hultén               |
| Couples résultats détaillés   | Maxi Herber / Ernst Baier | Ilse Pausin / Erik Pausin | Emilia Rotter / László Szollás |

## Tableau des médailles
| Rang  | Pays        | Médaille d'or, Jeux olympiques | Médaille d'argent, Jeux olympiques | Médaille de bronze, Jeux olympiques | Total |
| 1     | Autriche    | 1                              | 1                                  | 1                                   | 3     |
| 2     | Allemagne   | 1                              | 1                                  | 0                                   | 2     |
| 3     | Norvège     | 1                              | 0                                  | 0                                   | 1     |
| 4     | Royaume-Uni | 0                              | 1                                  | 0                                   | 1     |
| 5     | Hongrie     | 0                              | 0                                  | 1                                   | 1     |
| 5     | Suède       | 0                              | 0                                  | 1                                   | 1     |
| Total | Total       | 3                              | 3                                  | 3                                   | 9     |

## Détails des compétitions

### Messieurs
| Rang | Nom                | Nation          | Places | Points | Fig. impo. | Prog. libre |
| ---- | ------------------ | --------------- | ------ | ------ | ---------- | ----------- |
| 1    | Karl Schäfer       | Autriche        | 7.0    | 422.7  | 1          | 1           |
| 2    | Ernst Baier        | Allemagne       | 24.0   | 400.8  | 3          | 4           |
| 3    | Felix Kaspar       | Autriche        | 24.0   | 400.1  | 5          | 2           |
| 4    | Montgomery Wilson  | Canada          | 30.0   | 394.5  | 4          | 5           |
| 5    | Graham Sharp       | Royaume-Uni     | 34.0   | 394.1  | 2          | 6           |
| 6    | Jack Dunn          | Royaume-Uni     | 42.0   | 387.7  | 8          | 3           |
| 7    | Marcus Nikkanen    | Finlande        | 54.0   | 380.7  | 6          | 9           |
| 8    | Elemér Terták      | Hongrie         | 56.0   | 379.0  | 9          | 8           |
| 9    | Dénes Pataky       | Hongrie         | 60.0   | 374.8  | 7          | 11          |
| 10   | Freddie Tomlins    | Royaume-Uni     | 77.0   | 364.2  | 11         | 10          |
| 11   | Leopold Linhart    | Autriche        | 80.0   | 364.2  | 16         | 7           |
| 12   | Robin Lee          | États-Unis      | 80.0   | 363.0  | 13         | 13          |
| 13   | Erle Reiter        | États-Unis      | 95.0   | 352.9  | 12         | 17          |
| 14   | Hellmut May        | Autriche        | 96.0   | 354.8  | 14         | 15          |
| 15   | Toshiichi Katayama | Japon           | 108.0  | 347.4  | 17         | 16          |
| 16   | Geoffrey Yates     | Royaume-Uni     | 110.0  | 348.7  | 10         | 20          |
| 17   | Lucian Büeler      | Suisse          | 119.0  | 343.6  | 15         | 21          |
| 18   | Günther Lorenz     | Allemagne       | 119.0  | 343.5  | 19         | 12          |
| 19   | Roman Turuşanco    | Roumanie        | 128.0  | 337.8  | 21         | 14          |
| 20   | Kazuyoshi Oimatsu  | Japon           | 139.0  | 325.4  | 20         | 19          |
| 21   | Zenjiro Watanabe   | Japon           | 147.0  | 325.4  | 23         | 18          |
| 22   | George Hill        | États-Unis      | 148.0  | 325.1  | 18         | 23          |
| 23   | Tsugio Hasegawa    | Japon           | 162.0  | 314.6  | 24         | 22          |
| 24   | Jaroslav Sadílek   | Tchécoslovaquie | 161.0  | 305.0  | 22         | 24          |
| 25   | Verners Auls       | Lettonie        | 175.0  | 222.6  | 25         | 25          |

### Dames

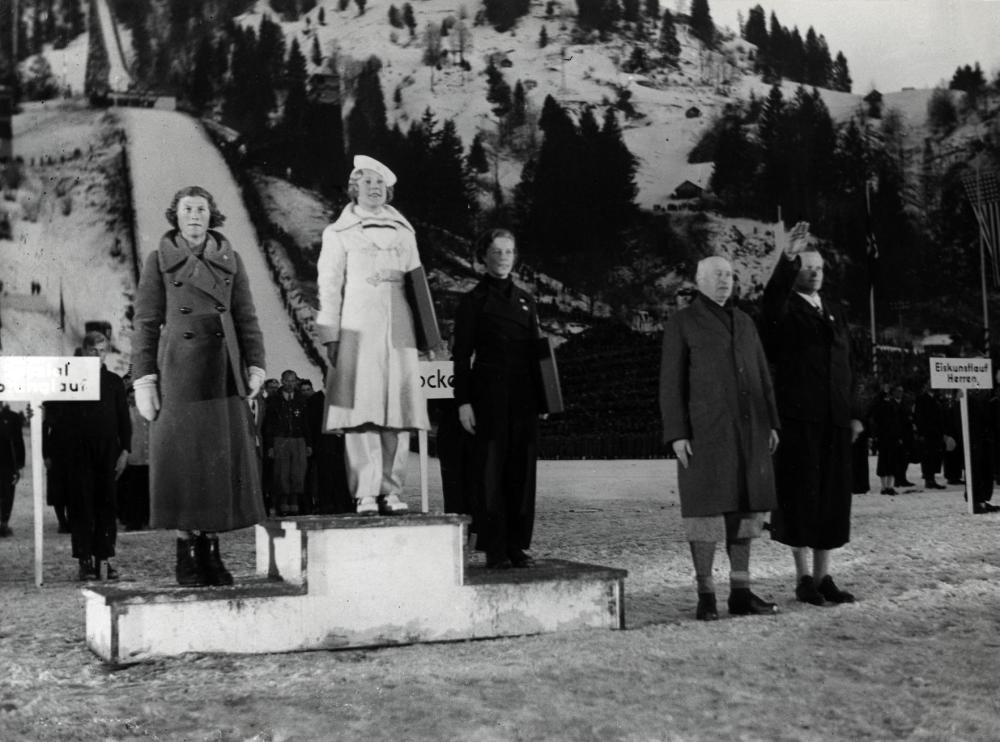
Podium des Dames

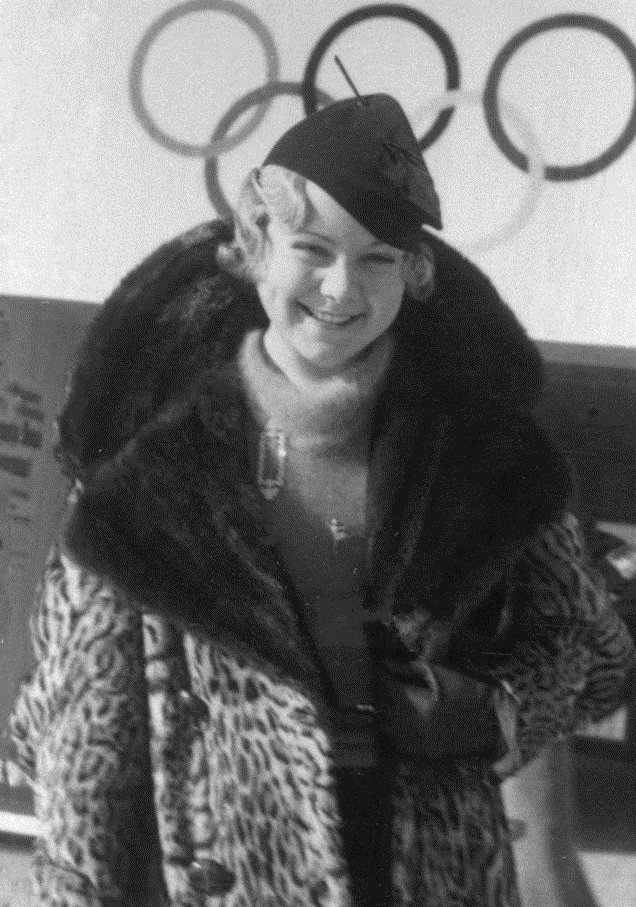
Sonja Henie aux Jeux olympiques d'hiver de 1936.

| Rang    | Nom                     | Nation          | Places | Points | Fig. impo. | Prog. libre |
| ------- | ----------------------- | --------------- | ------ | ------ | ---------- | ----------- |
| 1       | Sonja Henie             | Norvège         | 7.5    | 424.5  | 1          | 1           |
| 2       | Cecilia Colledge        | Royaume-Uni     | 13.5   | 418.1  | 2          | 2           |
| 3       | Vivi-Anne Hultén        | Suède           | 28.0   | 394.7  | 4          | 4           |
| 4       | Liselotte Landbeck      | Belgique        | 32.0   | 393.3  | 3          | 6           |
| 5       | Maribel Vinson          | États-Unis      | 39.0   | 388.7  | 6          | 7           |
| 6       | Hedy Stenuf             | Autriche        | 40.0   | 387.6  | 8          | 3           |
| 7       | Emmy Putzinger          | Autriche        | 49.0   | 381.8  | 9          | 4           |
| 8       | Victoria Lindpaintner   | Allemagne       | 51.0   | 381.4  | 7          | 10          |
| 9       | Grete Lainer            | Autriche        | 65.0   | 373.4  | 10         | 11          |
| 10      | Etsuko Inada            | Japon           | 77.0   | 368.1  | 13         | 9           |
| 11      | Mollie Phillips         | Royaume-Uni     | 78.0   | 366.2  | 12         | 12          |
| 12      | Audrey Peppe            | États-Unis      | 85.0   | 363.3  | 18         | 8           |
| 13      | Angela Anderes          | Suisse          | 101.0  | 355.4  | 15         | 16          |
| 14      | Bianca Schenk           | Autriche        | 102.0  | 356.4  | 16         | 14          |
| 15      | Éva Botond              | Hongrie         | 106.0  | 356.1  | 11         | 17          |
| 16      | Belita Jepson-Turner    | Royaume-Uni     | 107.0  | 352.6  | 14         | 18          |
| 17      | Věra Hrubá              | Tchécoslovaquie | 111.0  | 353.3  | 20         | 13          |
| 18      | Yvonne de Ligne         | Belgique        | 118.0  | 348.2  | 19         | 15          |
| 19      | Hertha Frey-Dexler      | Suisse          | 129.0  | 345.4  | 17         | 19          |
| 20      | Fritzi Metznerová       | Tchécoslovaquie | 141.0  | 339.2  | 21         | 21          |
| 21      | Louise Weigel           | États-Unis      | 140.0  | 336.4  | 22         | 20          |
| 22      | Estelle Weigel          | États-Unis      | 151.0  | 324.5  | 23         | 22          |
| 23      | Alise Dzeguze           | Lettonie        | 161.0  | 280.9  | 24         | 23          |
| Abandon | Gweneth Butler          | Royaume-Uni     |        |        | 5          |             |
| Forfait | Constance Wilson-Samuel | Canada          |        |        |            |             |
| Forfait | Nanna Egedius           | Norvège         |        |        |            |             |

### Couples
| Rang | Nom                                        | Nation      | Places | Points |
| ---- | ------------------------------------------ | ----------- | ------ | ------ |
| 1    | Maxi Herber / Ernst Baier                  | Allemagne   | 11.0   | 103.3  |
| 2    | Ilse Pausin / Erik Pausin                  | Autriche    | 19.5   | 102.7  |
| 3    | Emília Rotter / László Szollás             | Hongrie     | 32.5   | 97.6   |
| 4    | Piroska Szekrényessy / Attila Szekrényessy | Hongrie     | 38.5   | 95.8   |
| 5    | Maribel Vinson / George Hill               | États-Unis  | 46.5   | 93.4   |
| 6    | Louise Bertram / Stewart Reburn            | Canada      | 68.5   | 88.3   |
| 7    | Violet Cliff / Leslie Cliff                | Royaume-Uni | 56.5   | 91.3   |
| 8    | Eva Prawitz / Otto Weiß                    | Allemagne   | 74.5   | 85.8   |
| 9    | Anna Cattaneo / Ercole Cattaneo            | Italie      | 93.0   | 81.8   |
| 10   | Rosemarie Stewart / Ernest Yates           | Royaume-Uni | 102.5  | 80.7   |
| 11   | Grace Madden / James Lester Madden         | États-Unis  | 95.0   | 81.7   |
| 12   | Audrey Garland / Fraser Sweatman           | Canada      | 105.0  | 78.5   |
| 13   | Irina Timcic / Alfred Eisenbeisser-Ferraru | Roumanie    | 102.0  | 80.9   |
| 14   | Eleanore Bäumel / Fritz Wächtler           | Autriche    | 113.0  | 79.0   |
| 15   | Randi Bakke / Christen Christensen         | Norvège     | 132.5  | 74.0   |
| 16   | Louise Contamine / Robert Verdun           | Belgique    | 138.5  | 73.6   |
| 17   | Hildegarde Švarce-Gešela / Eduards Gešels  | Lettonie    | 149.0  | 67.9   |
| 18   | Helene Michelson / Eduard Hiiop            | Estonie     | 161.0  | 60.9   |